# Governo Löfven II
Il governo Löfven II è stato il 54° esecutivo della Svezia per 2 anni 6 mesi e 12 giorni dal 21 gennaio 2019 al 28 giugno 2021 e presieduto dal ministro di Stato Stefan Löfven. 
Si trattava di un esecutivo di coalizione tra il Partito Socialdemocratico e i Verdi, con l'appoggio esterno di Partito di Centro, Partito della Sinistra e Liberali.
Il 21 giugno 2021 il Parlamento svedese approva una mozione di sfiducia contro il ministro di Stato Stefan Löfven con 181 voti a favore (ne sono necessari minimo 175 per la sfiducia), in seguito a disaccordi sulla liberalizzazione dei prezzi degli affitti delle case fra il Partito della Sinistra e gli altri partiti che appoggiano il governo. Ciò causa le dimissioni del Ministro di Stato e la successiva formazione, a seguito di negoziazioni, del Governo Löfven III.

## Composizione
Partito Socialdemocratico dei Lavoratori di Svezia (SAP)
     Partito Ambientalista i Verdi (Verdi)
| Funzione                                                                   | Titolare | Titolare | Titolare            | Partito |
| -------------------------------------------------------------------------- | -------- | -------- | ------------------- | ------- |
| Primo ministro                                                             |          |          | Stefan Löfven       | SAP     |
| Vice Primo ministro Ambiente e clima                                       |          |          | Isabella Lövin      | Verdi   |
| Affari europei                                                             |          |          | Hans Dahlgren       | SAP     |
| Giustizia e immigrazione                                                   |          |          | Morgan Johansson    | SAP     |
| Affari interni                                                             |          |          | Mikael Damberg      | SAP     |
| Affari esteri                                                              |          |          | Margot Wallström    | SAP     |
| Commercio estero e cooperazione nordica                                    |          |          | Ann Linde           | SAP     |
| Cooperazione internazionale                                                |          |          | Peter Eriksson      | Verdi   |
| Difesa                                                                     |          |          | Peter Hultqvist     | SAP     |
| Salute e affari sociali                                                    |          |          | Lena Hallengren     | SAP     |
| Previdenza sociale                                                         |          |          | Annika Strandhäll   | SAP     |
| Finanze                                                                    |          |          | Magdalena Andersson | SAP     |
| Mercati finanziari e politiche abitative                                   |          |          | Per Bolund          | Verdi   |
| Pubblica amministrazione e affari dei consumatori                          |          |          | Ardalan Shekarabi   | SAP     |
| Istruzione                                                                 |          |          | Anna Ekström        | SAP     |
| Istruzione superiore e ricerca                                             |          |          | Matilda Ernkrans    | SAP     |
| Impresa                                                                    |          |          | Ibrahim Baylan      | SAP     |
| Affari rurali                                                              |          |          | Jennie Nilsson      | SAP     |
| Cultura, democrazia e sport                                                |          |          | Amanda Lind         | Verdi   |
| Lavoro                                                                     |          |          | Ylva Johansson      | SAP     |
| Parità tra i generi, politiche contro la discriminazione e la segregazione |          |          | Åsa Lindhagen       | Verdi   |
| Infrastrutture                                                             |          |          | Tomas Eneroth       | SAP     |
| Energia e sviluppo digitale                                                |          |          | Anders Ygeman       | SAP     |

## Situazione parlamentare
| Camera  | Collocazione                             | Partiti | Seggi     |
| ------- | ---------------------------------------- | --- | --------- |
| Riksdag | Maggioranza/App. est. (attivo e passivo) | Partito Socialdemocratico dei Lavoratori di Svezia (100), Partito di Centro (31), Partito della Sinistra (28), Partito Ambientalista i Verdi (16), Liberali (20) | 195 / 349 |
| Riksdag | Opposizione                              | Partito Moderato (70), Democratici Svedesi (62), Democratici Cristiani (22)                                                                                      | 154 / 349 |